# Charles Sibley
Charles Gald Sibley (* 7. August 1917 in Fresno, Kalifornien; † 12. April 1998) war ein US-amerikanischer Ornithologe und Molekularbiologe, einer der Begründer und eine Leitfigur auf dem Gebiet der molekularen Systematik. Seine Forschungen haben das Verständnis der Evolutionsgeschichte der modernen Vogelarten grundlegend verändert.

## Leben und Werk
Nach Abschluss seines Studiums im Jahre 1940 arbeitete Sibley ein Jahr lang für den US Public Health Service. Seinen Militärdienst leistete er bei der US Navy ab, wurde später einberufen und verbrachte die letzten 19 Monate des Zweiten Weltkriegs im Pazifik. Seine erste Station war die Insel Emirau, die zur St.-Matthias-Gruppe gehört. Dort sammelte er, wenn er gerade nicht im Dienst war, und sandte Proben an das Museum of Vertebrate Zoology. In den frühen 60er Jahren begann Sibley sich auf Molekularstudien zu konzentrieren, Anfang der 70er Jahre leistete er Pionierarbeit auf dem Gebiet der DNA-DNA-Hybridisierung, mit dem Ziel, die Verwandtschaftsbeziehungen zwischen den modernen Vogelarten offenzulegen. Im Laufe seiner akademischen Karriere war Sibley an sechs Universitäten tätig. Seine erste Anstellung war 1948 eine Assistentenstelle an der Universität von Kansas. Nur ein Jahr später trat er am San Jose State College eine Stelle als Assistenzprofessor für Zoologie an. 1953 ging er an die Cornell University, wo er in den folgenden Jahren zum Professor für Ornithologie und Direktor des ornithologischen Labors aufstieg. 1965 wechselte Sibley an die Yale University und war dort als Professor für Biologie tätig. 1970 wurde er zum Direktor des Peabody Museum of Natural History berufen. 1986 wurde Sibley in die National Academy of Sciences gewählt. Im selben Jahr trat er in den Ruhestand.
Zwischen 1988 und 1993 erhielt Sibley die Daniel-Giraud-Elliot-Medaille, 1991 die Alessandro-Ghigi-Medaille, und wurde 1993 zum außerordentlichen Professor ernannt. 1990 wurde er zum Präsidenten des Internationalen Ornithologischen Kongresses gewählt.
Eine Zeit lang entfremdete sich Sibley von seinen amerikanischen Kollegen und tauschte sich extensiv mit Kollegen aus Übersee aus. Wesentliche Erkenntnisse Sibleys, etwa die nahe Verwandtschaft von Gänsevögeln und Hühnervögeln und ihre Verschiedenheit von anderen Neukiefervögeln, sind bis heute gültig. Seine wichtigsten Veröffentlichungen Phylogeny and Classification of Birds und Distribution and Taxonomy of Birds of the World gehören zu den meistzitierten ornithologischen Werken.